# Cyathea brachyphylla
Cyathea brachyphylla là một loài dương xỉ trong họ Cyatheaceae. Loài này được Holttum mô tả khoa học đầu tiên năm 1974.
Danh pháp khoa học của loài này chưa được làm sáng tỏ. 